# Ligne Kōnan
La ligne Kōnan (弘南線, Kōnan-sen) est une ligne ferroviaire de la compagnie privée Kōnan Railway dans la préfecture d'Aomori au Japon. Elle relie la gare de Hirosaki sur la ligne Ōu à celle de Kuroishi à Kuroishi.

## Histoire
Le 7 septembre 1927, la ligne est ouverte aux voyageurs entre Hirosaki et Hirakawa.
Le 1er juillet 1948 la ligne est électrifiée en 600 V continu.
Le 1er juillet 1950, elle est prolongée jusqu'à Kuroishi.
Le 1er avril 1954, le voltage de la ligne est porté à 600 V, puis, le 1er septembre 1961, à 1 500 V.

## Liste des gares
| Numéro | Gare                  | Nom japonais | Distance (km) | Correspondances                           | Localisation                         | Localisation |
| ------ | --------------------- | ------------ | ------------- | ----------------------------------------- | ------------------------------------ | ------------ |
| KK 01  | Hirosaki              | 弘前         | 0,0           | JR East : Ligne principale Ōu, Ligne Gonō | Hirosaki                             |              |
| KK 02  | Hirosaki-Higashikōmae | 弘前東高前   | 0,9           |                                           | Hirosaki                             |              |
| KK 03  | Undōkōenmae           | 運動公園前   | 2,1           |                                           | Hirosaki                             |              |
| KK 04  | Nisato                | 新里         | 3,6           |                                           | Hirosaki                             |              |
| KK 05  | Tachita               | 館田         | 5,2           |                                           | Hirakawa                             |              |
| KK 06  | Hiraka                | 平賀         | 7,5           |                                           | Hirakawa                             |              |
| KK 07  | Hakunōkōkōmae         | 柏農高校前   | 9,5           |                                           | Hirakawa                             |              |
| KK 08  | Tsugaruonoe           | 津軽尾上     | 11,1          |                                           | Hirakawa                             |              |
| KK 09  | Onoekōkōmae           | 尾上高校前   | 12,5          |                                           | Hirakawa                             |              |
| KK 10  | Tamboāto*             | 田んぼアート | 12,9          |                                           | Inakadate, district de Minamitsugaru |              |
| KK 11  | Inakadate             | 田舎館       | 13,8          |                                           | Inakadate, district de Minamitsugaru |              |
| KK 12  | Sakaimatsu            | 境松         | 15,3          |                                           | Kuroishi                             |              |
| KK 13  | Kuroishi              | 黒石         | 16,8          |                                           | Kuroishi                             |              |

* La station de Tamboāto n'est ouverte que d'avril à novembre pour faciliter l'accès aux manifestations culturelles liées au Tambo art.

## Matériel roulant
La ligne Kōnan est parcourue par des rames Tōkyū 6000 et 7000 de la série EMU.

## Accidents
Le 12 juin 2007, un train déraille en gare de Hiraka. L'accident ne fait que des dommages matériels.